# Pietro Torre
Pietro Torre, född 6 maj 2002 i Livorno, är en italiensk fäktare som tävlar i sabel.

## Karriär
Vid VM 2022 i Kairo tog Torre brons tillsammans med Luca Curatoli, Michele Gallo och Luigi Samele i lagtävlingen i sabel. Vid olympiska sommarspelen 2024 i Paris slutade de på femte plats tillsammans i lagtävlingen i sabel.
Vid EM 2025 i Genua tog Gallo silver tillsammans med Luca Curatoli, Michele Gallo och Matteo Neri i lagtävlingen i sabel efter en finalförlust mot Ungern. Vid VM 2025 i Tbilisi tog han guld i lagtävlingen i sabel tillsammans med Luca Curatoli, Michele Gallo och Matteo Neri efter att de besegrat Ungern i finalen.